# عوام

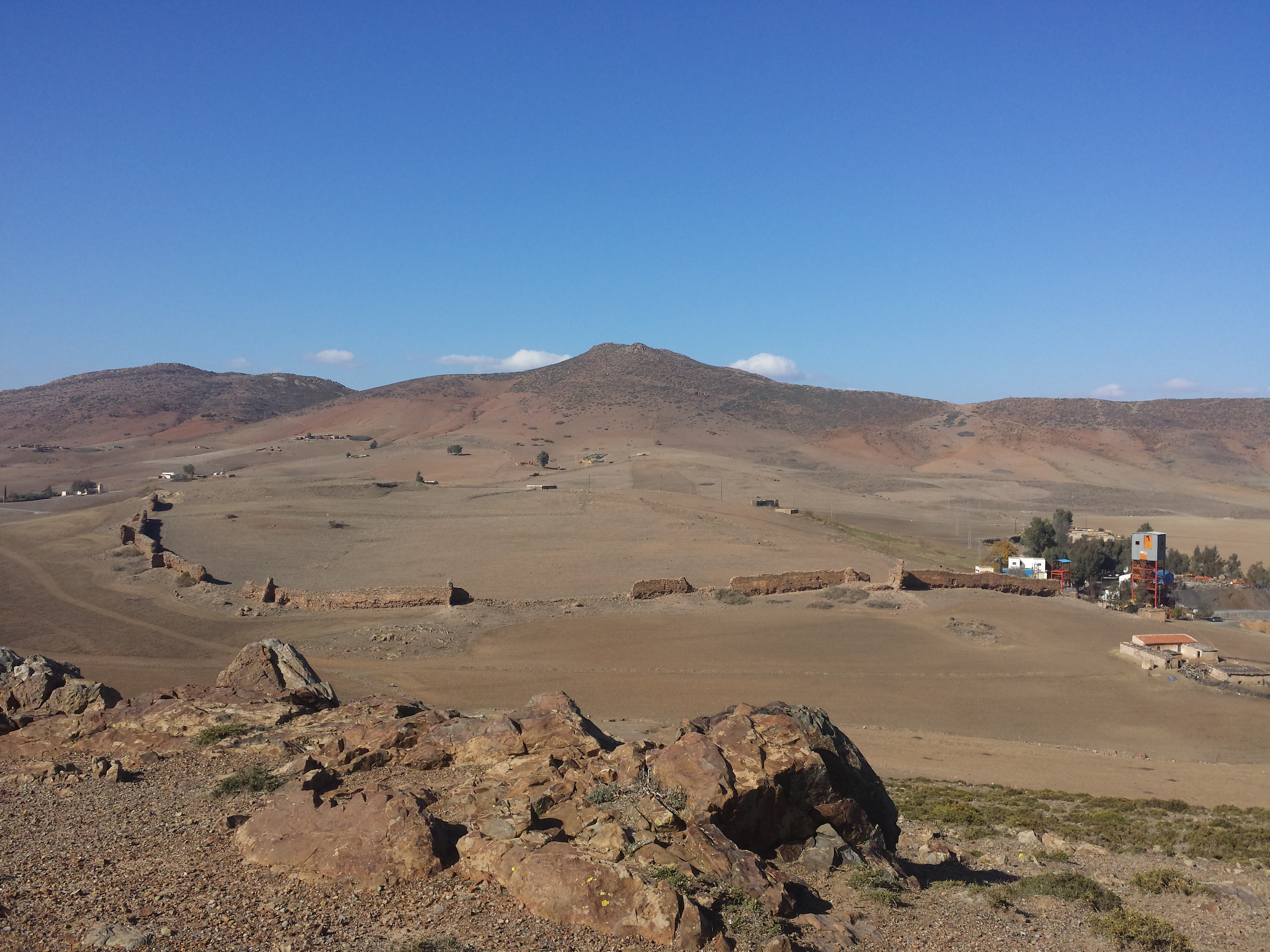
بقايا من الأسوار المهدمة من مدينة عوام التاريخية

عوام اسم جبل يطل على بلدة أثرية تسمى (بالأمازيغية: إغرم أوسار) وتعني بالعربية الدار الأثرية أو الدار القديمة، هي مدينة تاريخية يعود تاريخها إلى 1800 سنة قبل الميلاد [بحاجة لمصدر] بنيت بعض أسوارها من طرف المستعمرين الإيبيرين حسب بعض الروايات حيث قاموا ببناء هذه الاسوار كحصن لجيوشهم، أما حاليا فهي متفرقة على الشكل القروي بعدما تهدمت أسوارها بشبه كامل ولم يبقى إلا بعض الآثار القليلة، يذكر أن أحد الخلفاء الموحدين قام خلال القرن التاسع هجري  بإعادة بنائها، تقع بالقرب من مدينة مريرت وكانت قديما تسمى مدينة معدن عوام، وقد ذكرها المؤرخ ليون الإفريقي في كتبه، يتواجد بها منجم عوام الغني بالمعادن، يتحدث سكانها اللغة الأمازيغية ويتوزعون على شكل النظام القبلي المعروف بالأرياف المغربية.

## تاريخ
ورد ذكر مدينة معدن عوام التاريخية من طرف الحسن الوزان (الملقب بليون الأفريقي) في كتابه عندما زارها سنة 920هجرية/ 1515ميلادية فقال: هذه المدينة بناها أحد أمناء الخليفة عبد المؤمن الموحدي على ضفاف نهر أبي رقراق وذلك لأنه لاحظ وجود منجم جديد هناك يتردد عليه الناس كثيرا، هذا المعدن يعرف إلى اليوم في الجانب الشمالي لجبل عوام، الواقع على بعد 25 كلم شمال خنيفرة وتقع على بعد 10 أميال من الأطلس بينها وبين الجبل غابة كثيفة جدا تكثر فيها الأسود الضخمة والفهود وقد ظلت في غاية التحضر والعمران طوالحكم أبناء مؤسسيها الموحدين، مزدانة بمنازل جميلة ومساجد وفنادق غير أن ذلك لم يدم إلا وقتا قصير، لأن حروب بني مرين أدت إلى خرابها، فقتلل بعض السكان وأسر البعض، وفرر آخرون منهم إلى شالة، وإنما وقع ذلك لأن السكان استسلمو لأحد ملوك بني مرين دون أن ينتظرون إغاثة ملك مراكش، في نفس الوقت الذي وصل فيه أحد قواد الملك الموحدي لنصرة ة هؤلاء القوم الذين ثاروا حينئذ على الأمير حاكم المدينة حتى لضطر إلى الفرر وبعد بضع
أشهر قدم ملك بني مرين نفسه على رأس جيش جرار في طريق زحفه إلى مراكش فهرب ذلك القائد في الحين واستسلمت المدينة بدون قيد ولا شرط وخربها الملك وقتل سكانها، (هو السلطان يعقوب بن عبد الحق المريني الذي زحف إلى مراكش سنة 660هجرية)، ومن ثم إلى الآن لم تسكن أسوار وبيوت المدينة الأصلية لكن أسوارها وصوامع مساجدها ما زالت قائمة ويضيف الرحالة قائلا: رأيتها في الوقت الذي تصالح فيه ملك فاس مع ابن عمه وذهبا إلى تاغية لأداء القسم على ضريح أحد صلحائهم المسمى مولاي بوعزة عام 920هجرية.